# Justinijanova dinastija
Justinijanova dinastija je bila vladarska družina, ki je vladala v Bizantinskemu cesarstvu od leta 518 do 602. Ustanovitelj dinastije je bil cesar Justin I., zadnji iz dinastije pa Mavricij. Član družine je bil morda tudi  konstantinopelski patriarh German I. (služboval okoli 715-730), katerega oče se je imenoval Justinijan. V družini so bila najpogostejša imena Justin, Justinijan in German.
- Justin I. - (518–527)
  1. Poročen z Eufemijo, s katero ni imel otrok
- Vigilancija, Justinova sestra
  1. V zakonu s Sabacijem 
    - Peter Sabacij, Justinov posinovljenec in kasneje cesar Justinijan I. (527–565)
      1. Poročen s Teodoro, s katero ni imel otrok

    - Vigilancija, sestra Justinijana I. 
      1. V zakonu z Dulcisimom 
        - Justin II. - (565–578)
          1. V zakonu s cesarico Zofijo 
            - hčerka Arabija, poročena z Baduarijem
            - posvojenec Tiberij II. Konstantin - (574–582)
              1. Iz zakona z Ino Anastazijo 
                - Konstantina, žena cesarja Mavricija (582–602)
                  1. Teodozij, najstarejši sin in Mavricijev socesar, poročen s hčerko patricija Germana
                  2. Tiberij, Mavricijev drugi, izbran za naslednika Italije
                  3. Miriam/Marija, domnevno Mavricijeva sestra, poročena s Kzravom II.

                - Hčerka Harita, poročena s cesarjem  Germanom

        - Marcel, brat Justina II., poročen z Julijano, prapranečakinjo cesarja Anastazija I.
        - Prejekta.
- Neznan Justinov brat ali sestra 
  1. iz neznane zveze z neznanim partnerjem 
    - German 
      1. Iz zakona s Pasaro 
        - Justin, konzul leta 540
        - Justinijan, general
        - Justina, poročena z Vitalijanovim nečakom Ivanom

      2. Iz zakona z Matasunto 
        - German

    - Boraid
    - Just